# Стефанос Ціціпас
Стефанос Ціціпас (грец. Στέφανος Τσιτσιπάς; нар. 12 серпня 1998, Афіни, Греція) — грецький тенісист, 5 ракетка світу, переможець 6 турнірів ATP, зокрема Підсумкового турніру 2019 року та турніру серії Мастерс у Монте-Карло.

## Біографія
Ціціпас народився в тенісній сім'ї. Його мама, Юлія Апостолі (до шлюбу Сальникова) була професійною тенісисткою, а батько — тенісним тренером. Дід по матері, Сергій Сальников був радянським футболістом і тренером, олімпійським чемпіоном.
На юніорському рівні Ціціпас виграв Вімблдон 2016 у парному розряді. Його партнером був естонець Кеннет Райсма.
Свій перший турнір ATP Ціціпас виграв на Stockholm Open 2018. Він став першим грецьким тенісистом в історії, якому підкорився титул ATP. 
Найвищим досягненням Ціціпаса в турнірах Великого шолома став вихід до півфіналу Відкритого чемпіонату Австралії 2019. У четвертому колі цього турніру Ціціпас здолав 20-разового переможця мейджорів Роджера Федерера.

## Досягнення

### Фінали турнірів Великого слема

#### Одиночний розряд: 2 фінали
| Результат | Рік  | Турнір          | Поверхня | Супротивник    | Рахунок                      |
| --------- | ---- | --------------- | -------- | -------------- | ---------------------------- |
| Поразка   | 2021 | Roland Garros   | Ґрунт    | Новак Джокович | 7–6(8–6), 6–2, 3–6, 2–6, 4–6 |
| Поразка   | 2023 | Australian Open | Хард     | Новак Джокович | 3–6, 6–7(4–7), 6–7(5–7)      |

### Підсумкові турніри року: 1 титул
| Результат | Рік  | Турнір             | Поверхня | Супротивник | Рахунок                 |
| --------- | ---- | ------------------ | -------- | ----------- | ----------------------- |
| Перемога  | 2019 | ATP Finals, Лондон | Хард (i) | Домінік Тім | 6–7(6–8), 6–2, 7–6(7–4) |

### ATP Masters 1000

#### Одиночний розряд: 7 (3 титули)
| Результат | Рік  | Турнір                  | Поверхня | Супротивник                | Рахунок       |
| --------- | ---- | ----------------------- | -------- | -------------------------- | ------------- |
| Поразка   | 2018 | Canadian Open           | Хард     | Рафаель Надаль             | 2–6, 6–7(4–7) |
| Поразка   | 2019 | Madrid Open             | Ґрунт    | Новак Джокович             | 3–6, 4–6      |
| Перемога  | 2021 | Monte-Carlo Masters     | Ґрунт    | Андрій Рубльов             | 6–3, 6–3      |
| Перемога  | 2022 | Monte-Carlo Masters (2) | Ґрунт    | Алехандро Давидович Фокіна | 6–3, 7–6(7–3) |
| Поразка   | 2022 | Italian Open            | Ґрунт    | Новак Джокович             | 0–6, 6–7(5–7) |
| Поразка   | 2022 | Cincinnati Masters      | Хард     | Борна Чорич                | 6–7(0–7), 2–6 |
| Перемога  | 2024 | Monte-Carlo Masters (3) | Ґрунт    | Каспер Рууд                | 6–1, 6–4      |

#### Парний розряд: 1 фінал
| Результат | Рік  | Турнір     | Поверхня | партнер      | Супротивник          | Рахунок        |
| --------- | ---- | ---------- | -------- | ------------ | -------------------- | -------------- |
| Поразка   | 2019 | Miami Open | Хард     | Веслі Колгоф | Боб Браян Майк Браян | 5–7, 6–7(8–10) |

## Фінали туру ATP

### Одиночний розряд: 30 (12 титулів, 18 поразок)
| Результат | В-П   | Дата     | Турнір                                               | Tier         | Покриття   | Опонент                    | Рахунок                      |
| --------- | ----- | -------- | ---------------------------------------------------- | ------------ | ---------- | -------------------------- | ---------------------------- |
| Поразка   | 0–1   | Кві 2018 | Відкритий чемпіонат Барселони з тенісу, Іспанія      | 500 Series   | Ґрунт      | Рафаель Надаль             | 2–6, 1–6                     |
| Поразка   | 0–2   | Сер 2018 | Мастерс Канада, Канада                               | Masters 1000 | Тверде     | Рафаель Надаль             | 2–6, 6–7(4–7)                |
| Перемога  | 1–2   | Жов 2018 | Stockholm Open, Швеція                               | 250 Series   | Тверде (i) | Ернестс Гулбіс             | 6–4, 6–4                     |
| Перемога  | 2–2   | Лют 2019 | Open 13, Франція                                     | 250 Series   | Тверде (i) | Михайло Кукушкін           | 7–5, 7–6(7–5)                |
| Поразка   | 2–3   | Бер 2019 | Dubai Tennis Championships, UAE                      | 500 Series   | Тверде     | Роджер Федерер             | 4–6, 4–6                     |
| Перемога  | 3–3   | Тра 2019 | Estoril Open, Португалія                             | 250 Series   | Ґрунт      | Пабло Куевас               | 6–3, 7–6(7–4)                |
| Поразка   | 3–4   | Тра 2019 | Мастерс Мадрид, Іспанія                              | Masters 1000 | Ґрунт      | Новак Джокович             | 3–6, 4–6                     |
| Поразка   | 3–5   | Жов 2019 | China Open, КНР                                      | 500 Series   | Тверде     | Домінік Тім                | 6–3, 4–6, 1–6                |
| Перемога  | 4–5   | 2019     | Фінал ATP, Велика Британія                           | ATP Фінали   | Тверде (i) | Домінік Тім                | 6–7(6–8), 6–2, 7–6(7–4)      |
| Перемога  | 5–5   | Лют 2020 | Open 13, Франція (2)                                 | 250 Series   | Тверде (i) | Фелікс Оже-Аліассім        | 6–3, 6–4                     |
| Поразка   | 5–6   | Лют 2020 | Dubai Tennis Championships, UAE                      | 500 Series   | Тверде     | Новак Джокович             | 3–6, 4–6                     |
| Поразка   | 5–7   | Вер 2020 | Hamburg European Open, Німеччина                     | 500 Series   | Ґрунт      | Андрій Рубльов             | 4–6, 6–3, 5–7                |
| Поразка   | 5–8   | Бер 2021 | Abierto Mexicano TELCEL, Мексика                     | 500 Series   | Тверде     | Александр Зверєв           | 4–6, 6–7(3–7)                |
| Перемога  | 6–8   | Кві 2021 | Мастерс Монте-Карло, Франція                         | Masters 1000 | Ґрунт      | Andrey Rublev              | 6–3, 6–3                     |
| Поразка   | 6–9   | Кві 2021 | Barcelona Open, Іспанія                              | 500 Series   | Ґрунт      | Рафаель Надаль             | 4–6, 7–6(8–6), 5–7           |
| Перемога  | 7–9   | Тра 2021 | ATP Lyon Open, Франція                               | 250 Series   | Ґрунт      | Кемерон Норрі              | 6–3, 6–3                     |
| Поразка   | 7–10  | Чер 2021 | Відкритий чемпіонат Франції з тенісу, Paris, Франція | Grand Slam   | Ґрунт      | Новак Джокович             | 7–6(8–6), 6–2, 3–6, 2–6, 4–6 |
| Поразка   | 7–11  | Лют 2022 | Rotterdam Open, Нідерланди                           | 500 Series   | Тверде (i) | Фелікс Оже-Альяссіме       | 4–6, 2–6                     |
| Перемога  | 8–11  | Кві 2022 | Monte-Carlo Masters, Франція (2)                     | Masters 1000 | Ґрунт      | Алехандро Давидович Фокіна | 6–3, 7–6(7–3)                |
| Поразка   | 8–12  | Тра 2022 | Мастерс Рим, Італія                                  | Masters 1000 | Ґрунт      | Новак Джокович             | 0–6, 6–7(5–7)                |
| Перемога  | 9–12  | Чер 2022 | Mallorca Open, Іспанія                               | 250 Series   | Трава      | Роберто Баутіста Аґут      | 6–4, 3–6, 7–6(7–2)           |
| Поразка   | 9–13  | Сер 2022 | Мастерс Цинциннаті, USA                              | Masters 1000 | Тверде     | Борна Чорич                | 6–7(0–7), 2–6                |
| Поразка   | 9–14  | Жов 2022 | Almaty Open, Казахстан                               | 500 Series   | Тверде (i) | Новак Джокович             | 3–6, 4–6                     |
| Поразка   | 9–15  | Жов 2022 | Stockholm Open, Швеція                               | 250 Series   | Тверде (i) | Гольгер Руне               | 4–6, 4–6                     |
| Поразка   | 9–16  | Січ 2023 | Відкритий чемпіонат Австралії з тенісу, Австралія    | Grand Slam   | Тверде     | Новак Джокович             | 3–6, 6–7(4–7), 6–7(5–7)      |
| Поразка   | 9–17  | Кві 2023 | Barcelona Open, Іспанія                              | 500 Series   | Ґрунт      | Карлос Алькарас            | 3–6, 4–6                     |
| Перемога  | 10–17 | Сер 2023 | Los Cabos Open, Мексика                              | 250 Series   | Тверде     | Алекс де Мінор             | 6–3, 6–4                     |
| Перемога  | 11–17 | Кві 2024 | Monte-Carlo Masters, Франція (3)                     | Masters 1000 | Ґрунт      | Каспер Рууд                | 6–1, 6–4                     |
| Поразка   | 11–18 | Кві 2024 | Barcelona Open, Іспанія                              | 500 Series   | Ґрунт      | Каспер Рууд                | 5–7, 3–6                     |
| Перемога  | 12–18 | Лют 2025 | Dubai Tennis Championships                           | ATP 500      | Тверде     | Фелікс Оже-Аліассім        | 6–3, 6–3                     |

### Парний розряд: 3 (2 титули, 1 поразка)
| Результат | В-П | Дата     | Турнір                                  | Tier         | Покриття   | Партнер         | Опоненти                        | Рахунок               |
| --------- | --- | -------- | --------------------------------------- | ------------ | ---------- | --------------- | ------------------------------- | --------------------- |
| Поразка   | 0–1 | Бер 2019 | Відкритий чемпіонат Маямі з тенісу, США | Masters 1000 | Тверде     | Веслі Колгоф    | Боб Браян Майк Браян            | 5–7, 6–7(8–10)        |
| Перемога  | 1–1 | Лют 2022 | Abierto Mexicano TELCEL, Мексика        | 500 Series   | Тверде     | Фелісіано Лопес | Марсело Аревало Жан-Жульєн Роєр | 7–5, 6–4              |
| Перемога  | 2–1 | Жов 2023 | European Open, Бельгія                  | 250 Series   | Тверде (i) | Петрос Ціціпас  | Аріель Беар Адам Павласек       | 6–7(5–7), 6–4, [10–8] |